# Ramones
Ramones byla americká punk rocková skupina založená v roce 1974 v New Yorku. Je považována za vůbec první punkovou kapelu. Ačkoliv Ramones dosáhli jen omezeného komerčního úspěchu, stali se hlavní inspirací pro punkové hnutí v USA i Velké Británii.
Všichni členové skupiny používali jako pseudonym stejné příjmení „Ramone“, ačkoliv nebyli příbuzní. Celkem za 22 let téměř nepřetržitého turné odehráli 2 263 koncertů. V roce 1996, po odehrání putovního festivalu Lollapalooza, odehráli rozlučkový koncert v Los Angeles a ukončili činnost. Během devíti let po rozpadu skupiny zemřeli tři ze čtyř zakládajících členů – zpěvák Joey Ramone, kytarista Johnny Ramone a baskytarista Dee Dee Ramone. Dne 11. července 2014 zemřel i poslední zakládající člen, bubeník Tommy Ramone.
Jedinou nahrávkou, která se stala v USA zlatou, je kompilace Ramones Mania. Význam kapely však v průběhu času vzrůstal a nyní jsou uváděni v nejrůznějších žebříčcích nejvýznamnějších kapel všech dob – časopis Rolling Stone je zařadil do svého seznamu „50 největších umělců všech dob“ a časopis Spin je označil za druhou nejlepší kapelu všech dob hned po Beatles. 18. května 2002 byli uvedeni do Rock and Rollové síně slávy a v roce 2011 dostala skupina ocenění Grammy za celoživotní přínos.

## Historie

### Vznik a první vystoupení (1974–1975)

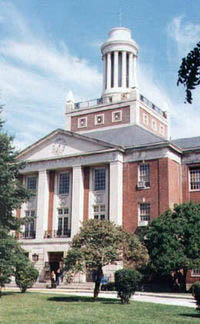
Střední škola ve Forrest Hills

Původní čtyři členové Ramones pocházeli ze čtvrti Forrest Hills v Queens a chodili do stejné střední školy. John Cummings a Thomas Erdelyi spolu na střední škole v letech 1966–1967 hráli v garážové skupině známé jako Tangerine Puppets. Johnny a Thomas se skamarádili s Douglasem Colvinem, který se zrovna přistěhoval z Německa, a Jeffrym Hymanem, který byl původním zpěvákem glam rockové skupiny Sniper, založené v roce 1972.
Základy Ramones byly položeny, když Cummings a Colvin pozvali Hymana do jejich nové skupiny. V původní sestavě figuroval Colvin jako hlavní zpěvák a doprovodný kytarista, Cummings jako hlavní kytarista a Hyman hrál na bicí. Colvin, který brzy přešel od doprovodné kytary k baskytaře, byl první, kdo přijal jméno „Ramone“, když si začal říkat Dee Dee Ramone. Inspirací mu byl Paul McCartney, který užíval pseudonym Paul Ramone během éry Silver Beatles. Dee Dee přesvědčil ostatní členy, aby také přijali toto příjmení a přišel také s nápadem, aby se skupina jmenovala Ramones. Hyman se stal Joeym Ramonem a Cummings Johnnym Ramonem.
Přítel skupiny Monte A. Melnick (jejich pozdější tour manager) jim pomohl sehnat zkušebnu v Manhattan's Performance Studios, kde v té době pracoval. Johnnyho bývalý spoluhráč Erdelyi byl ustanoven jejich manažerem. Brzy po vzniku kapely si Dee Dee uvědomil, že nedokáže hrát na baskytaru a zpívat zároveň. Proto se na Erdelyiho doporučení stal hlavním zpěvákem Joey. Dee Dee ovšem dál zpíval vedlejší vokály a také začínal každou píseň, pro Ramones typickým, odpočítáním „1-2-3-4!“. Brzy se ukázalo, že Joey zase se zpěvem nezvládá hrát na bicí. Ramones se snažili sehnat nového bubeníka, aby nakonec zjistili, že ideální náhradu už dávno znají – Thomas Erdelyi se stal Tommym Ramonem.
První vystoupení se odehrálo 30. května 1974 v Performance Studios. Písně, které hráli, byly velmi rychlé a krátké, většinou pod dvě minuty. V této době se v New Yorku začala vytvářet nová hudební scéna kolem dvou klubů na Manhattanu – kolem Max's Kansas City a především kolem CBGB. Ramones hráli v CBGB poprvé 16. srpna 1974. Legs McNeil, který o rok později založil časopis Punk, později popsal dojem z představení takto: „Všichni byli oblečení do černých křiváků. Odpočítali písničku… a přišla hluková hradba… Vypadali pozoruhodně. Nebyli hippies. Bylo to něco úplně nového.“
Skupina se brzy stala v CBGB „domácí“ kapelou, ještě do konce roku zde hráli celkem dvaasedmdesátkrát. Poté, co přitáhli pozornost svými vystoupeními, která trvala v průměru kolem sedmnácti minut, podepsali ke konci roku 1975 nahrávací smlouvu se Seymourem Steinem ze Sire Records. Steinova manželka, Linda Steinová, byla později spolu s Dannym Fieldsem manažerkou kapely. Ramones byli v té době považování za vůdčí skupinu scény, která stále častěji dostávala přívlastek „punková“. Velký podíl na tom měl frontman kapely Joey. Jak Dee Dee později vysvětloval: „Všichni ostatní zpěváci (v New Yorku) kopírovali Davida Johansena (z New York Dolls), který zase kopíroval Micka Jaggera… Ale Joey byl jedinečný, naprosto jedinečný.“

### V čele punku (1976–1977)

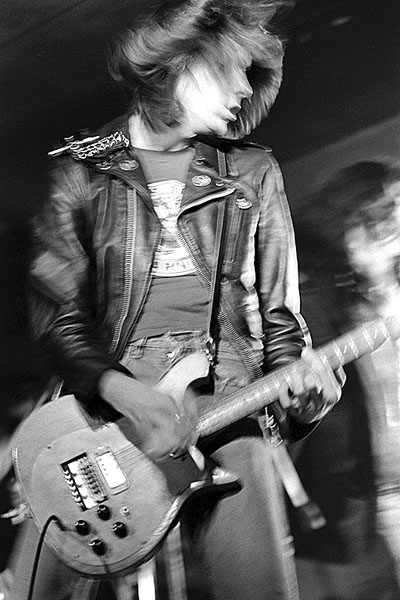
Johny Ramone v roce 1977

Ramones nahráli své debutové album, pojmenované jednoduše Ramones, v únoru 1976. Z čtrnácti písní na albu, jejichž většinu napsal Dee Dee Ramone, je nejdelší „I Don't Wanna Go Down to the Basement“, která jen o málo přesahuje dvě a půl minuty. Album bylo produkováno Craigem Leonem ze Sire Records a Tommym Ramonem jako pomocným producentem a mělo extrémně malý rozpočet, jen okolo 6 400 USD. Bylo vydáno v dubnu 1976. Kultovní fotografie z obalu alba byla vyfocena Robertou Bayleyovou, fotografkou pro časopis Punk, který byl výrazně zodpovědný za rozšíření pojmu „punk“ pro scénu kolem CBGB. Punk také vydal ve svém třetím čísle (které vyšlo stejně jako album v dubnu) velký článek o Ramones.
Debutovému albu se od kritiků dostalo pozitivních recenzí. V časopise Rolling Stone o něm Paul Nelson napsal, že „je postavené v podstatě ze samých rytmických písní se vzrušující intenzitou, kterou rock & roll nepoznal od prvních let po svém vzniku“, a poznamenal, že „je čas, aby i populární hudba následovala jiné druhy umění a začala uctívat svoje základy.“ Wayne Robbins z magazínu Newsday Ramones označil za „nejlepší mladou rock & rollovou skupinu ve známém vesmíru.“
Album Ramones se navzdory velkým očekáváním Sire Records komerčním úspěchem nestalo – dosáhlo jen na 111. příčku žebříčku Billboard 200. Dva vybrané singly, „Blitzkrieg Bop“ a „I Wanna Be Your Boyfriend“, se do žebříčku nedostaly vůbec. Pokleslou náladu kapele nezlepšilo ani jejich první větší vystoupení mimo New York, které odehráli v červnu 1976 v Youngstownu ve státě Ohio a na které přišlo asi jen deset lidí. Satisfakce přišla v podobě krátkého turné po Anglii, na kterém Ramones odehráli dva koncerty v londýnských klubech The Roundhouse (4. července 1976) a Dingwalls (5. července 1976). Koncert v The Roundhouse, kde předskakovali americké rockové kapele Flamin' Groovies, měl obrovský úspěch a spolu s koncertem v Dingwalls, na kterém se Ramones setkali se členy Sex Pistols a The Clash, pomohl nastartovat britskou punkovou revoluci. Koncert s Flamin' Groovies si zopakovali o měsíc později v Roxy v Los Angeles, kde rovněž pomohli vzniknout tamní punkové scéně, podobně jako jejich zářijové vystoupení v Torontu dodalo energii kanadskému punkovému hnutí.
Následující dvě alba, Leave Home a Rocket to Russia, byla vydána v průběhu roku 1977. Obě byla produkována Tommym a Tonym Bongiovim, příbuzným slavného Jona Bon Joviho. Leave Home se dočkalo ještě menšího komerčního úspěchu než Ramones, a to i přesto, že obsahovalo například píseň „Pinhead“, která se se svým refrénem „Gabba gabba hey!“ stala jedním z poznávacích znamení kapely. Rocket to Russia si vedlo lépe než předchozí dvě alba a dosáhlo v Billboard 200 na 49. příčku. Kritik Dave Marsh z Rolling Stone označil desku za „nejlepší americký rock & roll roku“. Album také obsahuje první singl, který se zapsal do žebříčku Billboard – píseň „Sheena Is a Punk Rocker“ se umístila na 81. místě. Následující singl „Rockaway Beach“ se umístil dokonce na 66. pozici a lepšího výsledku už v USA žádný pozdější singl od Ramones nedosáhl. 31. prosince 1977 nahráli Ramones v londýnském Rainbow Theatre koncertní dvojalbum It's Alive, které ovšem vyšlo až v dubnu 1979. Název alba odkazuje na stejnojmenný horror z roku 1974.

### Popovější nahrávky (1978–1983)

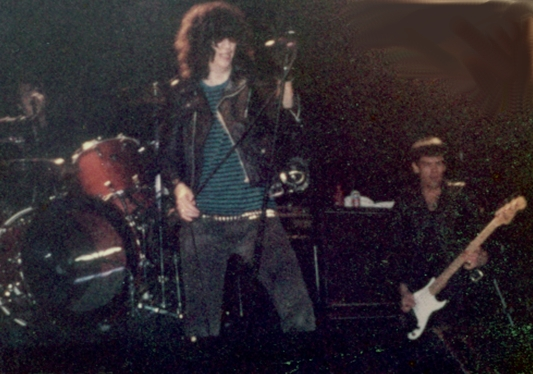
Joey Ramone a Dee Dee Ramone, 1983

Na začátku roku 1978 z kapely odešel Tommy, protože věčné cestování ho už příliš unavovalo. S Ramones dále spolupracoval pod svým vlastním jménem (Erdelyi) jako producent. Na pozici bubeníka ho vystřídal Marc Bell, bývalý člen skupin Dust, Wayne County and the Backstreet Boys, nebo Richard Hell & The Voidoids. Bell přijal jméno Marky Ramone.
První album s Markym a celkově čtvrté LP Road to Ruin vyšlo v září 1978 a bylo produkováno Tommym a Edem Stasiem. Objevily se na něm některé nové prvky, například party zahrané na akustickou kytaru, několik balad a také první dvě skladby od Ramones, jejichž stopáž je delší než tři minuty. Album se neprobojovalo do Billboard Hot 100. Píseň I Wanna Be Sedated, která vyšla zároveň i jako singl, se ovšem stala jedním z největších hitů kapely. Obal alba vytvořil spoluzakladatel magazínu Punk John Holmstrom.
Po hereckém debutu ve filmu Rogera Cormana Rock 'n' Roll High School z roku 1979 se o kapelu začal zajímat renomovaný producent Phil Spector. Jeho spolupráce s Ramones na jejich další studiové desce End of the Century (1980) ovšem nebyla bezproblémová – během nahrávání v Los Angeles například Spector nutil s pistolí v ruce Dee Deeho k dokonalosti opakovat nahrávaný riff. Přestože se jednalo o vůbec nejlépe prodávané album v celé historii kapely, které vystoupalo v prodejnosti na 44. příčku v USA a na 14. pozici ve Velké Británii, ne všichni byli s výsledkem spokojeni. Johnny se nijak netajil tím, že jsou mu bližší agresivnější, punkovější skladby: „End of the Century bylo jen slabým odvarem z Ramones. Nebyli to ti praví Ramones.“ Tento svůj postoj také později vyjádřil při vybírání skladeb pro kompilaci Loud, Fast Ramones: Their Toughest Hits. I přes mnohé výhrady ke Spectorově práci, Johnny uznal některá pozitiva spolupráce s proslulým producentem: „Fungovalo to, když pracoval na pomalejších skladbách, jako je třeba ‚Danny Says‘ – tam byla produkce perfektní. ‚Rock 'N' Roll Radio‘ je také velmi dobré. Na tvrdších věcech ale jeho postupy nefungovaly.“ Neramoneovsky sladký cover od The Ronettes „Baby, I Love You“, vydaný jako singl, se stal největším hitem skupiny ve Velké Británii, když vystoupal v žebříčcích na 8. příčku.
Šesté album skupiny Pleasant Dreams vyšlo roku 1981 a pokračovalo v trendu nastaveném albem End of the Century a ještě více skupinu vzdálilo syrovému punkovému zvuku prvních nahrávek. Johnny později prohlásil, že šlo především o tah nahrávací společnosti, která se marně snažila dostat Ramones do amerických rádií. Pleasant Dreams dosáhlo na 58. místo americké hitparády, ale singly z tohoto alba se do žebříčku nedostaly vůbec.
Deska Subterranean Jungle, produkovaná Ritchiem Cordellem a Glenem Kolotkinem, byla vydaná v únoru 1983. Album vystoupalo na 83. příčku amerických žebříčků a stalo se posledním albem Ramones, které se kdy dostalo do první stovky nejprodávanějších desek. Bicí k druhému singlu, coveru „Time Has Come Today“ od The Chambers Brothers, nahrál Billy Rogers, bubeník Johnny Thunders and The Heartbreakers.

### Změny v sestavě (1983–1989)

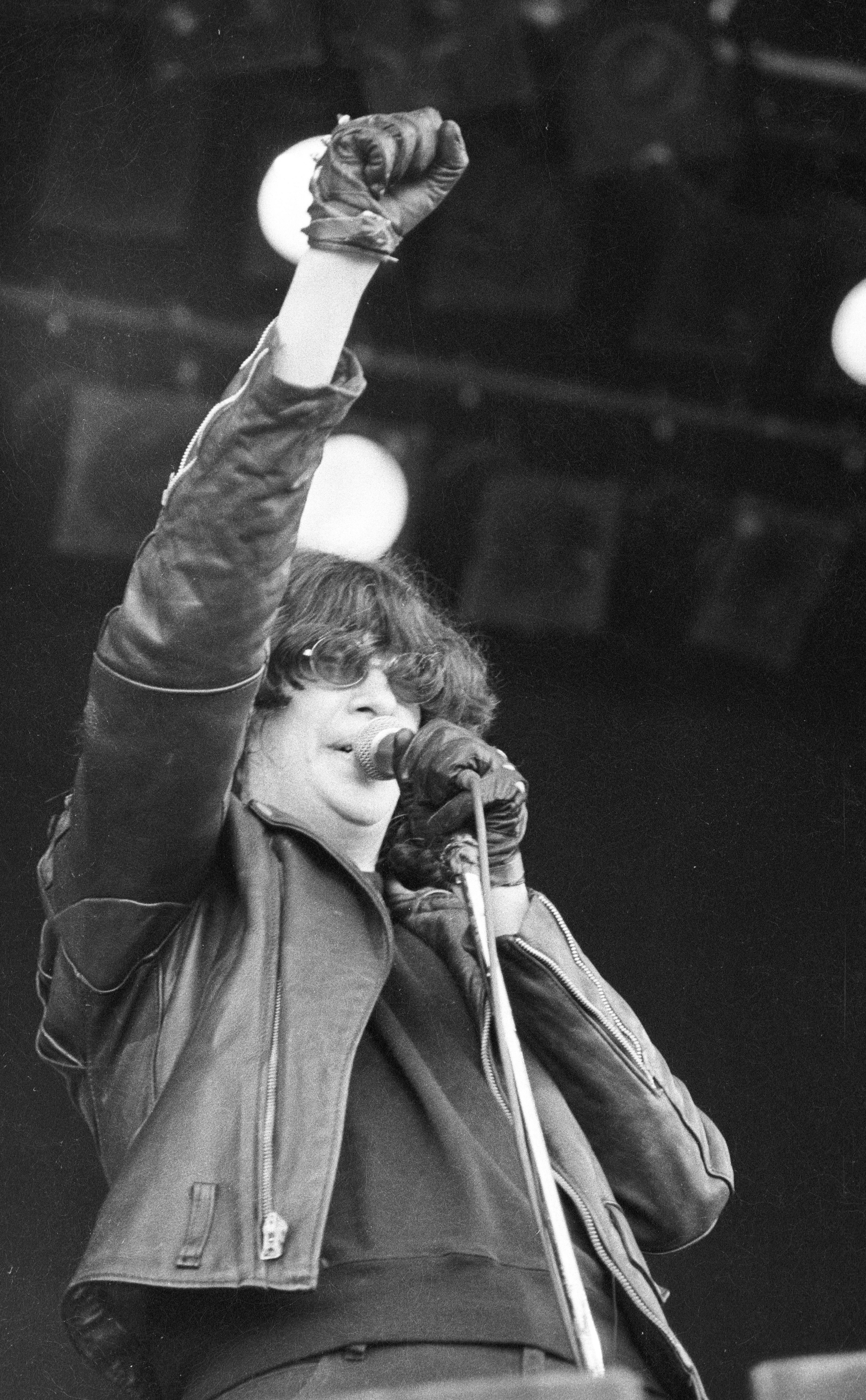
Joey Ramone

Po vydání Subterranean Jungle byl Marky vyhozen z kapely kvůli jeho problémům s alkoholem. Byl nahrazen Richardem Reinhardtem, ze kterého se stal Richie Ramone. První album, které s ním nahráli, je Too Tough to Die z roku 1984, na kterém se Tommy Erdelyi a Ed Stasium vrátili na pozice producentů. Deska znamenala návrat k původnímu zvuku kapely – podle Stephena Thomase Erlewina ze serveru Allmusic je zpět „rytmus rychlosti sbíječky a písně jsou krátké, hutné výpovědi.“
Hlavní počin kapely pro rok 1985 bylo vydání britského singlu „Bonzo Goes to Bitburg“, který byl velmi hraný americkými vysokoškolskými rádii a to i přesto, že singl nebyl v USA běžně k dostání. Píseň, na které měl největší podíl Joey, byla protestem proti návštěvě Ronalda Reagana na německém vojenském hřbitově, kde byli pohřbeni i příslušníci SS. Píseň se pod jménem „My Brain Is Hanging Upside Down (Bonzo Goes to Bitburg)“ objevila na devátém studiovém albu Animal Boy (1986), produkovaném Jeanem Beauvoirem z Plasmatics. Rolling Stone album charakterizoval jako „nekončící původní fuzz pop“ a vyhlásil jej albem týdne. Kritik Jon Pareles z New York Times o Ramones prohlásil, že „mluví za vyděděnce a podivíny“.
Následující rok nahráli LP Halfway to Sanity – první album které produkoval Daniel Rey a poslední na kterém hrál Richie Ramone. Richie měl rozepře s ostatními členy, protože mu ani po čtyřech letech společného hraní nechtěli přiznat podíl na zisku z prodeje triček, a nakonec kapelu opustil v květnu 1987. Náhradou se stal Clem Burke z kapely Blondie, která byla zrovna v tu chvíli rozpadlá. Podle Johnnyho byly koncerty s Burkem (který přijal jméno Elvis Ramone) úplnou katastrofou. Z kapely byl vyhozen po dvou koncertech, protože nedokázal udržet tempo se zbytkem kapely. Situaci vyřešil návrat Markyho, který se mezitím zbavil své závislosti na alkoholu.
Dee Dee opustil Ramones v roce 1989 po nahrání jejich jedenáctého alba Brain Drain, které produkovali Beauvoir, Rey, a Bill Laswell. Byl nahrazen Christopherem Josephem Wardem, který pod jménem C.J. Ramone hrál s kapelou až do jejího rozpadu. Dee Dee se pokusil o rapovou kariéru pod jménem Dee Dee King, ale brzy se vrátil zpět k punk rocku a zformoval několik kapel podobného stylu, jako byli Ramones. Pro Ramones také dál skládal.

### Poslední roky (1990–1996)
Po více než patnácti letech u Sire Records přešli Ramones k vydavatelství Radioactive Records. Prvním počinem pro nový label bylo album Mondo Bizarro z roku 1992, na kterém znovu spojili síly s producentem Edem Stasiem. Rok nato přišlo album Acid Eaters, skládající se výhradně z coververzí. Ramones také pronikli do populárního seriálu Simpsonovi, když se objevili v epizodě Medvídek z roku 1993. 13.10.1994 se uskutečnil jediný koncert Ramones v České republice, na kterém kapela vystoupila ve vyprodané Lucerně.
V roce 1995 Ramones vydali ¡Adios Amigos! a oznámili, že pokud neuspěje, tak ukončí činnost. Prodeje alba byly slabé – deska se na chvostu žebříčku Billboard udržela pouhé dva týdny. Ramones tak vyjeli na rozlučkové turné a na konec kariéry ještě přijali nabídku prodloužit turné o známý putovní festival Lollapalooza. Poslední koncert odehráli 6. srpna 1996 v klubu Palace v Los Angeles. Záznam z tohoto koncertu byl později vydán na CD pod názvem We're Outta Here!. Během tohoto koncertu se na scéně objevil zakládající člen Dee Dee a mnoho dalších hostů, například Lemmy z Motörhead, Eddie Vedder z Pearl Jam, Chris Cornell z Soundgarden nebo Tim Armstrong s Larsem Frederiksenem ze skupiny Rancid.

### Po rozpadu

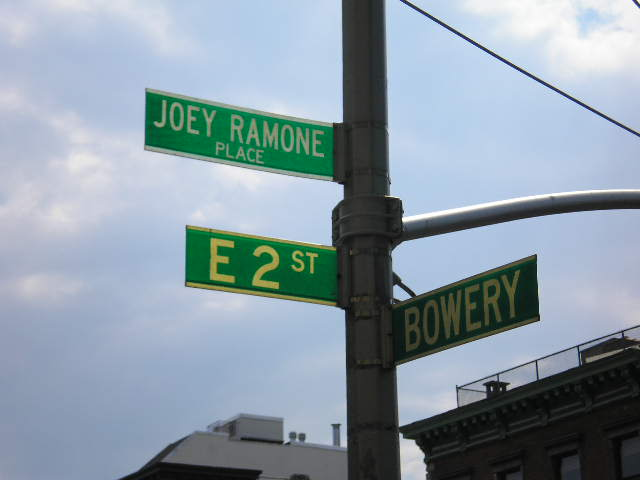
Joey Ramone Place

Dne 20. července 1999 se Dee Dee, Johnny, Joey, Tommy, Marky a C. J. sešli na autogramiádě ve Virgin Megastore v New Yorku. Bylo to naposled, co se původní čtyři členové sešli. Joeymu byla v roce 1995 diagnostikována rakovina lymfatických žláz a této nemoci 15. dubna 2001 v New Yorku podlehl.
V roce 2002 byli Ramones uvedeni do Rock and Rollové síně slávy – jmenovitě byli přijati Dee Dee, Johnny, Joey, Tommy a Marky.
Tommy Ramone na přijímací ceremonii řekl, že kapela je velmi poctěna, a že by toto ocenění jistě pro Joeyho mnoho znamenalo. Johnny poděkoval fanouškům a podpořil prezidenta George W. Bushe. Dee Dee se svým specifickým smyslem pro humor poděkoval a pogratuloval sám sobě, zatímco Marky poděkoval Tommymu za to, že ovlivnil jeho styl bubnování. Green Day na ceremonii zahráli „Teenage Lobotomy“ a „Blitzkrieg Bop“ a ukázali tak, že Ramones mají vliv i na novou generaci punk rocku. Bylo to také poslední veřejné vystoupení Dee Deeho Ramonea – jen o dva měsíce později, 5. června 2002, zemřel ve svém domě v Hollywoodu na předávkování heroinem.
Dne 30. listopadu byla část East 2nd Street v New Yorku přejmenována na Joey Ramone Place. Zpěvák totiž na East 2nd Street určitou dobu bydlel a také je to nedaleko od klubu CBGB, který byl v té době ovšem už zrušený. V roce 2004 vyšel dokument End of the Century: The Story of the Ramones. Johnny Ramone, který bojoval s rakovinou prostaty, zemřel krátce na to – 15. září 2004 v Los Angeles. Shodou okolností bylo v den Johnnyho smrti otevřeno museum Ramones v Berlíně.
Ramones byli v roce 2007 uvedeni do Long Island Music Hall of Fame. Sada DVD s koncertními záznamy It's Alive 1974–1996, která obsahuje 118 písní ze 33 vystoupení během celé jejich kariéry, byla vydána v říjnu 2007. V únoru 2011 byla kapele udělena cena Grammy za celoživotní přínos. Na ceremoniál předání se dostavili bubeníci Tommy, Marky a Richie. Marky uvedl: „Je to úžasné. Nikdy jsem nemyslel, že bych někdy dostal takovéto ocenění, a řekl bych, že ani Johnny, Joey, nebo Dee Dee nic takového nečekali.“ Richie poznamenal, že je to poprvé, co jsou všichni tři bubeníci pohromadě pod jednou střechou, a řekl, že nemůže nepomyslet na Joeyho, jak se na ně „právě teď dívá s malým úsměvem za jeho narůžovělými brýlemi.“

## Konflikty mezi členy

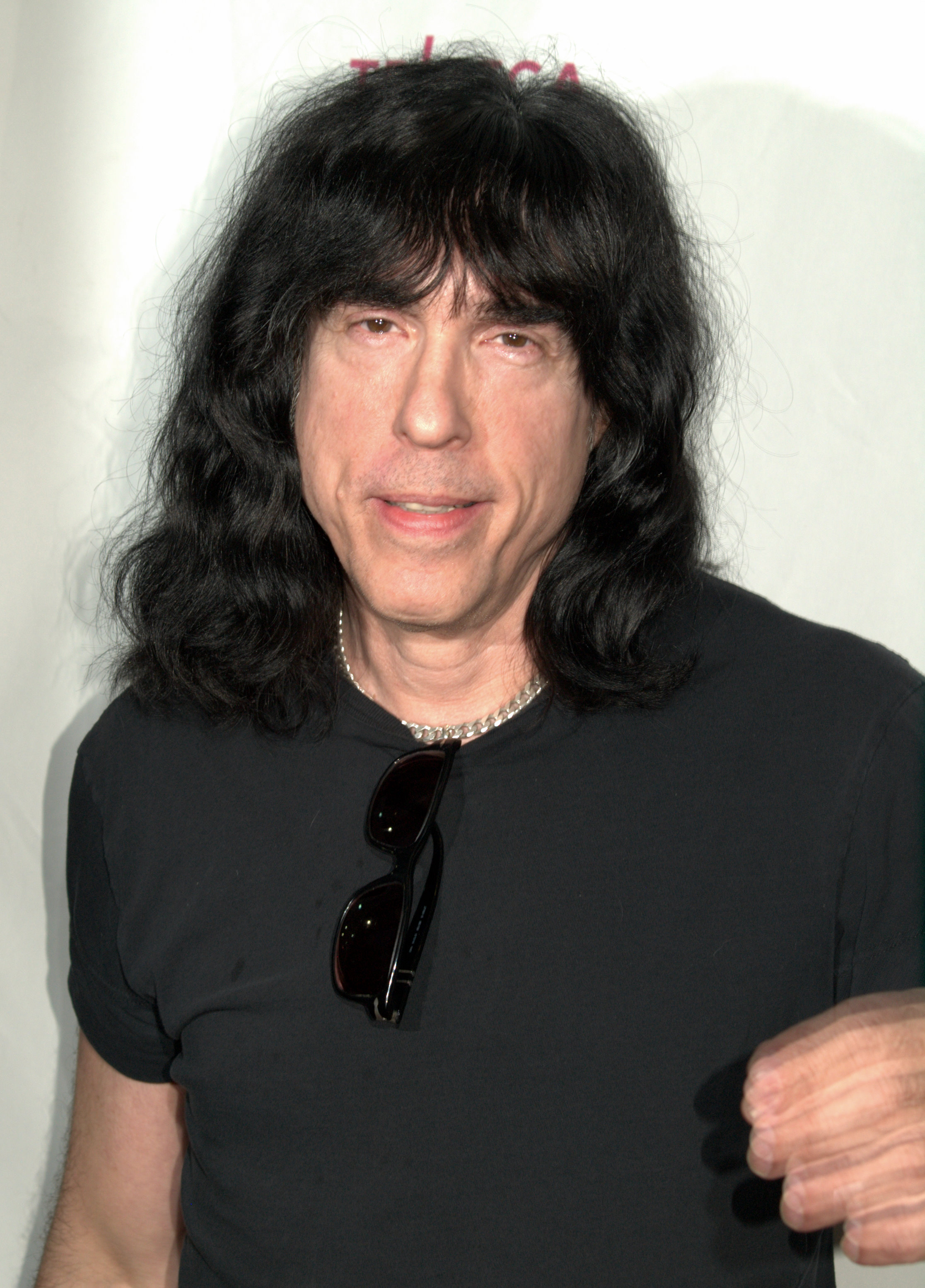
Marky Ramone na premiéře dokumentu Burning Down the House: The Story of CBGB v roce 2009

Nejvýznamnějším konfliktem v Ramones bylo napětí mezi Joeym a Johnnym, kteří se neshodli v mnoha směrech. Významným zdrojem hádek byly jejich odlišné politické názory, protože Joey byl liberál, zatímco Johnny konzervativec. Také jejich osobnosti byly ve výrazném rozporu – Johnny, který strávil dva roky ve vojenské škole, žil podle pravidel tvrdé sebedisciplíny, naopak chování Joeyho bylo ovlivněno obsedantně kompulzivní poruchou. Johnny také údajně několikrát nadával Joeymu za jeho židovský původ. Na začátku 80. let Johnny Joeymu přebral jeho dívku Lindu, se kterou se později oženil. Kvůli těmto sporům spolu od 80. let nemluvili, a to i přesto, že spolu ještě mnoho let hráli. Johnny ani nezavolal Joeymu do nemocnice, když v ní v roce 2001 neúspěšně bojoval s rakovinou, ale v dokumentu End of the Century uvedl, že po jeho smrti byl celý týden v depresi.
Problémy také přinášela Dee Deeho bipolární afektivní porucha a jeho opakované pády do drogové závislosti. S novými členy přišly hádky o rozdělení příjmů a také o vzhledu členů kapely. V roce 1997 se v rozhlasovém pořadu Howarda Sterna Marky s Joeym vzájemně obvinili, že jejich problémy s alkoholem poškodily kapelu.

## Styl

### Hudební vlivy a hudební styl
Jednoduchý, rychlý a hlasitý styl Ramones byl ovlivněn populární hudbou 50. a 60. let, na které členové skupiny vyrostli. Velmi je ovlivnili The Beach Boys, The Beatles, The Kinks a The Rolling Stones, dále bubblegumeové kapely, jako byli 1910 Fruitgum Company nebo Ohio Express, a také dívčí skupiny, například The Ronettes a The Shangri-Las. Popové vlivy smíchali s tvrdým rockovým zvukem protopunkových The Stooges a New York Dolls. Styl Ramones byl z velké části reakcí na složitě aranžovanou, až překombinovanou, hudbu, jež opanovala žebříčky v 70. letech. „Rozhodli jsme založit vlastní skupinu, protože jsme byli znudění ze všeho, co jsme slyšeli,“ vysvětloval později Joey. „V roce 1974 znělo všechno jako desátá kopie Led Zeppelin, desátá kopie Eltona Johna, překombinovaně, nebo to prostě nestálo za nic. Samé dlouhé jamy, dlouhá kytarová sóla…“ Ira Robbins a Scott Isler z Trouser Press popsali výsledek takto:
 Se čtyřmi akordy a šílenou rychlostí dodali newyorští Ramones novou krev do ucpaných tepen rocku poloviny 70. let. Jejich genialita spočívala ve znovuobjevení jednoduchosti, od které se pop odchýlil, v přidání kousavého humoru a v minimalistickém, ale řízném zvuku kytary.
Ramones jsou, jakožto vůdčí skupina newyorské punk rockové scény 70. let, nejčastěji škatulkováni jako punk rock, ačkoliv se lze setkat i s označením pop punk nebo power pop. V 80. letech kapela několikrát zabrousila i do vod hardcore punku, zejména na LP Too Tough to Die.

### Vizuální styl

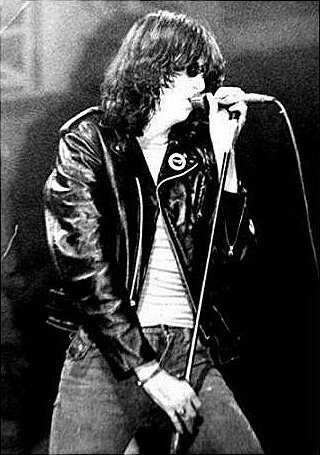
Joey Ramone kolem roku 1980

Členové Ramones přijali jednotný vzhled, sestávající z dlouhých vlasů, kožené bundy (tzv. křiváku), roztrhaných džínů a tenisek. Jednoduchost jejich oblékání tak dobře pasovala k minimalismu hudby. „Byli jsme ovlivněni komiksy, filmy, scénou kolem Andyho Warhola a avantgardními filmy. Osobně jsem velkým fandou časopisu Mad Magazine,“ řekl o jejich hudebním i vizuálním stylu později Tommy Ramone.
Logo kapely vytvořil newyorský umělec Arturo Vega, který byl dlouholetým přítelem skupiny (Dee Dee Ramone u něj dokonce čas bydlel). Vega měl na starosti také výrobu ramoneovských triček, která byla pro kapelu velkým zdrojem příjmů. Nápad na logo dostal brzy po návratu z výletu do Washingtonu:

Ramones jsem vnímal jako opravdu americkou kapelu. Představovali pro mě pravý americký charakter, tedy až dětsky nevinnou agresivitu… Řekl jsem si, že Velká pečeť prezidenta Spojených států s orlem držícím šípy – které symbolizují sílu a agresivitu, jež by byla použita proti útočníkům – a s olivovou ratolestí, která je nabídnuta přátelům, by byla pro Ramones perfektní. Ale rozhodli jsme se jí trochu pozměnit. Olivovou ratolest jsme nahradili větvičkou z jabloně, protože Ramones byli přesně tak američtí jako jablečný koláč. A protože Johnny byl fanatik do baseballu, tak jsme šípy v orlových pařátech vyměnili za baseballovou pálku.

Text na svitku v orlově zobáku byl změněn na „Hey ho let's go“, tedy ústřední motiv prvního singlu kapely „Blitzkrieg Bop“. Po okraji, kde originální prezidentská pečeť říká „Seal of the President of the United States“, Vega rozmístil pseudonymy členů skupiny, tedy jména Johnny, Joey, Dee Dee, a Tommy. Při výměně člena kapely se změnilo i jméno v logu skupiny.

## Vliv

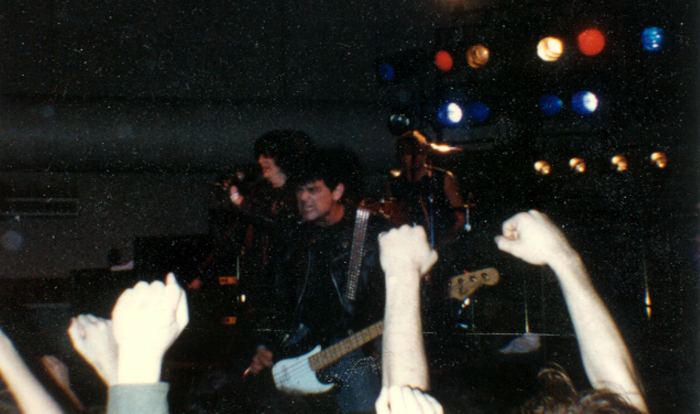
Koncert Ramones v Seattlu (1983)

Ramones měli na vývoj populární hudby velký vliv, který je i dnes, mnoho let po rozpadu skupiny, stále patrný. Hudební historik Jon Savage o jejich debutovém albu napsal, že „jde o jednu z mála nahrávek, jež změnila tvář populární hudby navždy.“ Podle kritika Stephena Thomase Erlewinea (Allmusic) „první čtyři alba ukázala cestu punku, zejména americkému punku a hardcoreu, na další dvě dekády.“ V magazínu Slate popsal Douglas Wolk Ramones jako „jednoduše nejvlivnější kapelu posledních třiceti let.“
Zejména první desce se dnes přisuzuje mnohem větší význam, než jaký by se dal odhadnout z jejích tehdejších průměrných prodejů. „Každý, kdo si poslechl debutové LP Ramones, musel začít hrát třikrát rychleji. Punk rock, celý tenhle princip superrychlých písniček, mají na svědomí Ramones. Do té doby všichni hráli v rytmu MC5,“ říká Tony James, člen mnoha klíčových britských punkových skupin, zejména Generation X. Dva koncerty v Británii v červenci 1976 jsou považovány za zásadní impulz pro britskou punkovou revoluci. Jejich koncert navštívili například členové Sex Pistols, The Damned nebo The Clash. Manažer Ramones Danny Fileds si vybavil konverzaci mezi Johnnym Ramonem a baskytaristou Clash Simononem: „Johnny se ho zeptal: ,Co děláš? Hraješ v nějaký kapele?‘ a Paul mu odpověděl: ,No, jenom zkoušíme. Říkáme si Clash, ale nejsme nic moc,‘ na což mu Johnny odpověděl: ,Počkej, až uvidíš nás – vypadáme divně, nestojíme za nic, neumíme hrát. Prostě vylezte ze zkušebny a hrajte.‘ “ Nejdůležitější fanzin rozvíjející se britské punkové scény Sniffin' Glue byl pojmenován podle písně Ramones „Now I Wanna Sniff Some Glue“ z prvního alba.
Koncerty i nahrávky Ramones zásadně ovlivnily vývoj punku v Kalifornii, ve které je od té doby vysoká koncentrace úspěšných punk rockových skupin – za svůj vzor je označili například Greg Ginn z Black Flag, Jello Biafra z Dead Kennedys, Mike Ness ze Social Distortion, Brett Gurewitz z Bad Religion, nebo Descendents. První tři důležité kanadské punkové scény v Torontu, Victorii a Vancouveru byly rovněž hluboce ovlivněny Ramones. Na konci 70. let hráli v ramoneovském stylu angličtí The Lurkers, irští The Undertones, Teenage Head z Kanady, nebo američtí The Zeros a The Dickies. Zásadní hardcoreová kapela Bad Brains si vzala své jméno z písničky od Ramones. Frontman Green Day Billie Joe Armstrong pojmenoval svého syna Joey na počest Joeyho Ramonea a bubeník Tré Cool pojmenoval svou dceru Ramona.
Ramones inspirovali i muzikanty, kteří jinak spojovaní s punkem nejsou. Kytarista Kirk Hammett ze skupiny Metallica uvedl, že Johnnyho extrémně rychlá hra na kytaru měla vliv na jeho hudební vývoj. Zpěvák Motörhead Lemmy, který se s Ramones přátelil od konce 70. let, pro skupinu mixoval v roce 1985 písničku „Go Home Ann“. Členové Motörhead také později složili píseň „R.A.M.O.N.E.S.“ a Lemmy účinkoval jako host na posledním koncertě Ramones v roce 1996. Píseň „53rd and 3rd“ dala název britskému indie popovému vydavatelství, které založil Stephen Pastel ze skotské kapely The Pastels.
Evan Dando z The Lemonheads, Dave Grohl z Nirvany a Foo Fighters, Eddie Vedder z Pearl Jam nebo The Strokes jsou další z mnoha muzikantů, jež uvedli Ramones jako svou inspiraci.
Vliv mají Ramones i na české a slovenské skupiny – jako své vzory je uvádí například pražská kapela The Fialky, která na počest Ramones složila píseň „Good Bye Ramones“, nebo slovenská Zóna A.

### Tribute alba

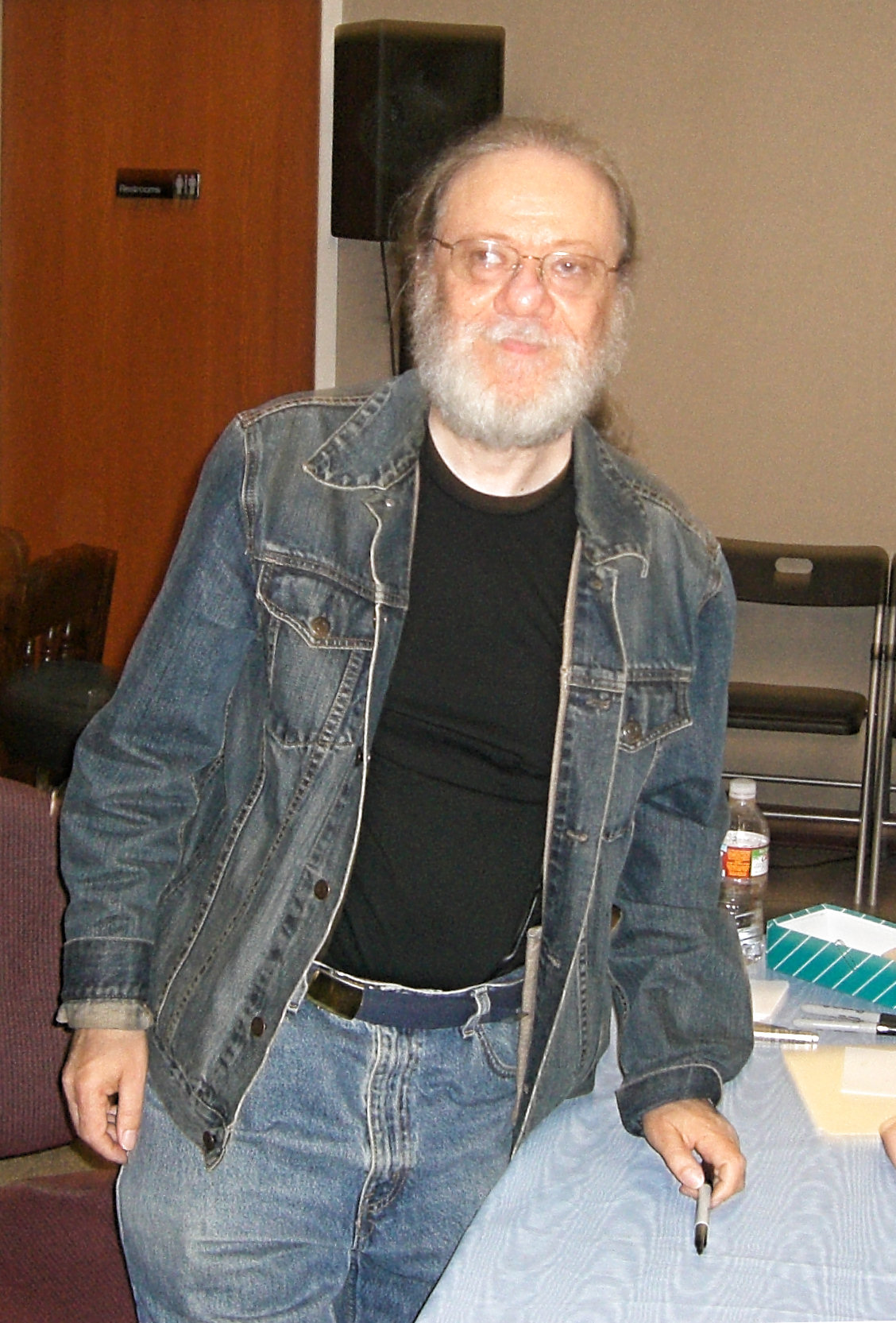
Tommy Ramone v roce 2008

V dubnu 2009 redaktor časopisu Spin Mark Prindle spočítal, že Ramones do té doby „inspirovali celkem neuvěřitelných 48 (minimálně!) dlouhohrajících tribute desek.“ První takovým albem, na kterém se představili různí umělci, bylo Gabba Gabba Hey: A Tribute to the Ramones z roku 1991, na kterém se objevili třeba The Flesh Eaters, L7, Mojo Nixon nebo Bad Religion. V roce 2001 několik kapel přehrálo pod názvem Ramones Maniacs celou kompilaci Ramones Mania, přičemž na jedné písni spolupracoval i Dee Dee. Kompilace The Song Ramones the Same, jež vyšla následující rok, obsahuje nahrávky od The Dictators, kteří byli součástí newyorské punkové scény půlky 70. let, nebo Waynea Kramera, kytaristy protopunkových MC5. Na kompilačním tribute albu We're a Happy Family: A Tribute to Ramones z roku 2003 se podíleli Green Day, Metallica, Kiss, The Offspring, Red Hot Chili Peppers, U2 nebo Rob Zombie, který přispěl i obalem desky. V roce 2009 vyšla také kompilace od českých skupin CZ Ramones Tribute, na které se představili například The Fialky, Degradace, E!E nebo N. V. Ú.
Punkové kapely Screeching Weasel, The Vindictives, The Queers, The Mr. T Experience, Boris the Sprinkler, Beatnik Termites, Tip Toppers, Jon Cougar Concentration Camp, Shonen Knife a McRackins nahráli coververze celých ramoneovských alb. The Huntingtons na albu File Under Ramones vydali coververze napříč kariérou Ramones.

## Ramones ve filmu
Písně od Ramones byly použity v mnoha filmech a seriálech, jako například:
- Náš vůdce (Rock 'n' Roll High School - cover od skupiny El*ke)[119]
- Shrek 3 (Do You Remember Rock 'N' Roll Radio?)[120]
- Škola rocku (Do You Remember Rock 'N' Roll Radio? a Bonzo Goes To Bitburg)[121]
- Jedna ruka netleská (Needles and Pins)[122]
- Bláznivá Školka (I Wanna Be Sedated)[123]
- Hřbitov domácích zvířátek (Sheena Is a Punk Rocker a Pet Sematary)[124]
- Asterix a Obelix ve službách Jejího Veličenstva (I Don't Want To Grow Up)

Ramones hráli ve filmu Rock 'n' Roll High School z roku 1979 a objevili se i v seriálu Simpsonovi v epizodě 5x04 Medvídek.

## Členové
| 1974 zkoušky                                                                | - Dee Dee – zpěv, kytara, baskytara - Johnny – kytara - Joey – bicí                      |
| 1974 zkoušky                                                                | - Joey – zpěv, bicí - Johnny – kytara - Dee Dee – baskytara                              |
| 1974–78 Ramones Leave Home Rocket to Russia                                 | - Joey – hlavní zpěv - Johnny – kytara - Dee Dee – baskytara, zpěv - Tommy – bicí        |
| 1978–83 Road to Ruin End of the Century Pleasant Dreams Subterranean Jungle | - Joey – hlavní zpěv - Johnny – kytara - Dee Dee – baskytara, zpěv - Marky – bicí        |
| 1983–87 Too Tough to Die Animal Boy Halfway to Sanity                       | - Joey – hlavní zpěv - Johnny – kytara - Dee Dee – baskytara, zpěv - Richie – bicí, zpěv |
| 1987                                                                        | - Joey – hlavní zpěv - Johnny – kytara - Dee Dee – baskytara, zpěv - Elvis – bicí        |
| 1987–89 Brain Drain                                                         | - Joey – hlavní zpěv - Johnny – kytara - Dee Dee – baskytara, zpěv - Marky – bicí        |
| 1989–96 Mondo Bizarro Acid Eaters ¡Adios Amigos!                            | - Joey – hlavní zpěv - Johnny – kytara - C. J. – baskytara, zpěv - Marky – bicí          |

- Dee Dee Ramone (Douglas Colvin) – baskytara, zpěv (1974–89)[13]
- Johnny Ramone (John Cummings) – kytara (1974–96)[13]
- Joey Ramone (Jeffry Hyman) – bicí (1974), hlavní zpěv (1974–96)[13]
- Tommy Ramone (Thomas Erdelyi) – bicí (1974–78)[13]
- Marky Ramone (Marc Bell) – bicí (1978–83, 1987–96)[13]
- Richie Ramone (Richard Reinhardt) – bicí, zpěv (1983–87)[13]
- Elvis Ramone (Clem Burke) – bicí (1987)[57]
- C. J. Ramone (Christopher Joseph Ward) – baskytara, zpěv (1989–96)[13]

## Diskografie
| Název               | Vydání             | Umístění v USA | Umístění ve Velké Británii |
| ------------------- | ------------------ | -------------- | -------------------------- |
| Ramones             | 23. dubna, 1976    | 111            | —                          |
| Leave Home          | 10. ledna, 1977    | 148            | 45                         |
| Rocket to Russia    | 4. listopadu, 1977 | 49             | 60                         |
| Road to Ruin        | 22. září, 1978     | 103            | 32                         |
| End of the Century  | 4. února, 1980     | 44             | 14                         |
| Pleasant Dreams     | 29. července, 1981 | 58             | —                          |
| Subterranean Jungle | únor, 1983         | 83             | —                          |
| Too Tough to Die    | říjen, 1984        | 171            | 63                         |
| Animal Boy          | květen, 1986       | 143            | 38                         |
| Halfway to Sanity   | 15. září, 1987     | 172            | 78                         |
| Brain Drain         | 18. květen, 1989   | 122            | 75                         |
| Mondo Bizarro       | 1. září, 1992      | 190            | 87                         |
| Acid Eaters         | prosinec, 1993     | 179            | —                          |
| ¡Adios Amigos!      | 18. července, 1995 | 148            | 62                         |